# Bill Lee (politiker)
 For alternative betydninger, se Bill Lee. (Se også artikler, som begynder med Bill Lee)
William Byron Lee (født 9. oktober 1959) er en amerikansk forretningsmand og politiker, der har været guvernør i Tennessee siden 2019. Lee er medlem af det republikanske parti og besejrede den demokratiske kandidat Karl Dean i 2018 og blev genvalgt ved at besejre demokraten Jason Martin i 2022. Før han gik ind i politik, havde han forskellige stillinger i Lee Company, en virksomhed, der drives af hans familie; han var administrerende direktør fra 1992 til 2016.
Lee betegner sig selv som socialkonservativ.

## Opvækst og erhvervskarriere
William Byron Lee blev født den 9. oktober 1959 og voksede op på familiens 400 ha store kvægfarm Triple L Ranch, som hans bedsteforældre startede i Franklin, Tennessee. Familien opdrætter Herefordkvæg. Lee er syvende generation i familien som bor i Tennesse.
Lee gik på Franklin High School i sin hjemby og studerede på Auburn University fra 1977 til 1981 hvor han fik en bachelorgrad i maskinteknik. På universitetet var Lee medlem af Kappa Alpha Order, et broderskab, der på det tidspunkt var kendt for sin brug af billeder fra Konføderationen, og et foto trykt i universitetets årbog fra 1980 viser Lee i en militæruniform fra Konføderationen til en af broderskabets fester. I 2019, efter at hans deltagelse kom frem i lyset, udtrykte Lee beklagelse over sin deltagelse: "Jeg har aldrig bevidst handlet ufølsomt, men i bagklogskabens lys kan jeg se, at det var ufølsomt at deltage i det, og jeg er kommet til at fortryde det."
Lee var administrerende direktør i sin families hjemmeservice- og byggefirma, Lee Company, fra 1992 til 2016. Han var kortvarigt bestyrelsesformand.

## Privatliv
Lee bor i Fernvale, en lille bebyggelse ca. 20 km vest for Franklin, med sin anden kone, Maria, som han giftede sig med i oktober 2008. Hans første kone, Carol Ann, døde i 2000 i en rideulykke. Efter hendes død tog Lee en lang orlov fra sit byggefirma for at opfostre sine fire børn.
Lee er medlem af kirken Grace Chapel Church i Leiper's Fork, en landsby lidt vest for Franklin.
Lee har tidligere været medlem af bestyrelsen for Belmont University, formand for YMCA i Middle Tennessee, formand for Associated Builders and Contractors og bestyrelsesmedlem for Hope Clinic for Women og Men of Valor Prison Ministry.